# Cosmopepla binotata
Cosmopepla binotata är en insektsart som beskrevs av William Lucas Distant 1889. Cosmopepla binotata ingår i släktet Cosmopepla och familjen bärfisar. Inga underarter finns listade i Catalogue of Life.